# Supersano
Supersano is een gemeente in de Italiaanse provincie Lecce (regio Apulië) en telt 4480 inwoners (31-12-2004). De oppervlakte bedraagt 36,2 km², de bevolkingsdichtheid is 124 inwoners per km².

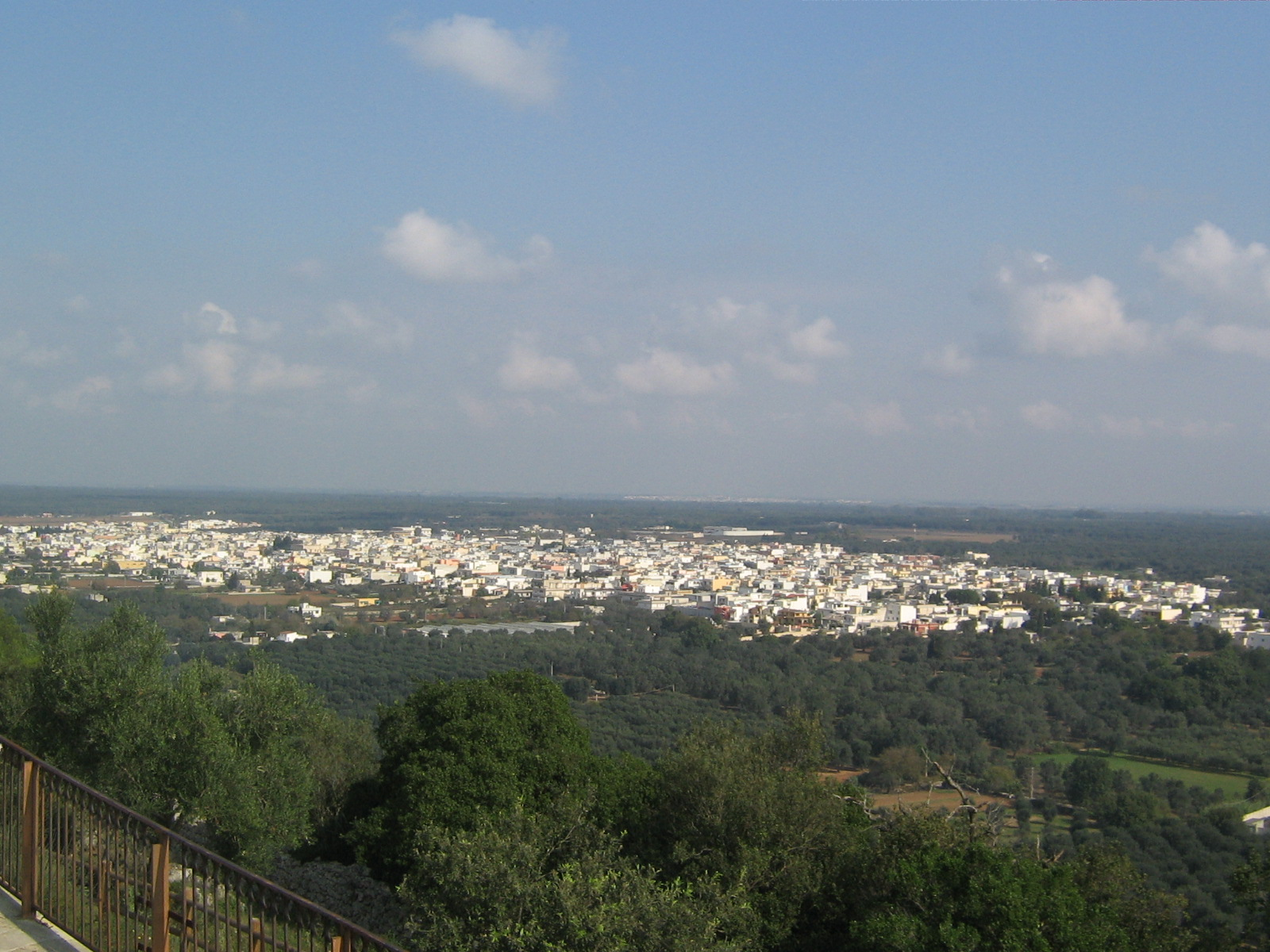
Supersano
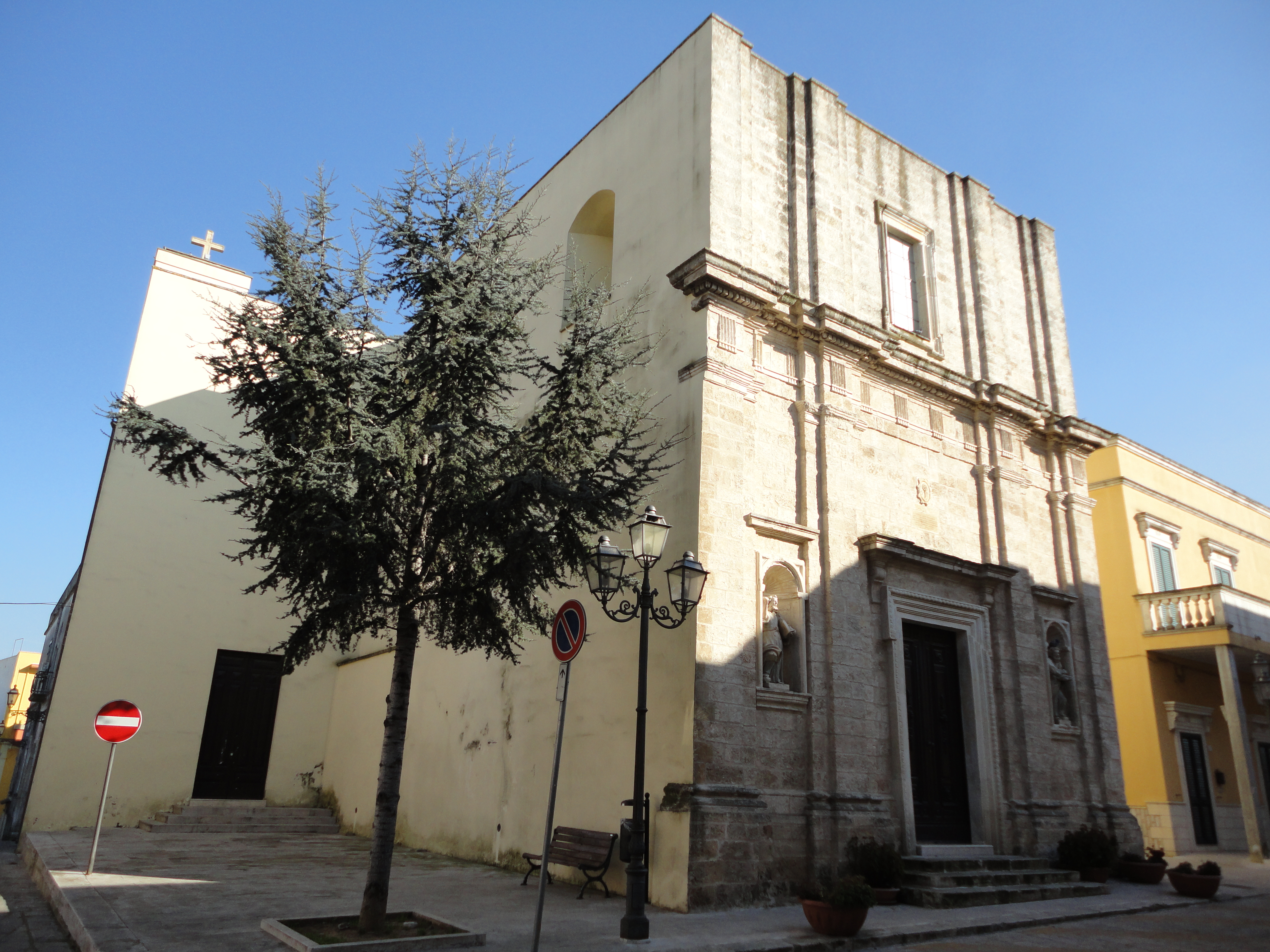
Kerk van St. Michaël de aartsengel
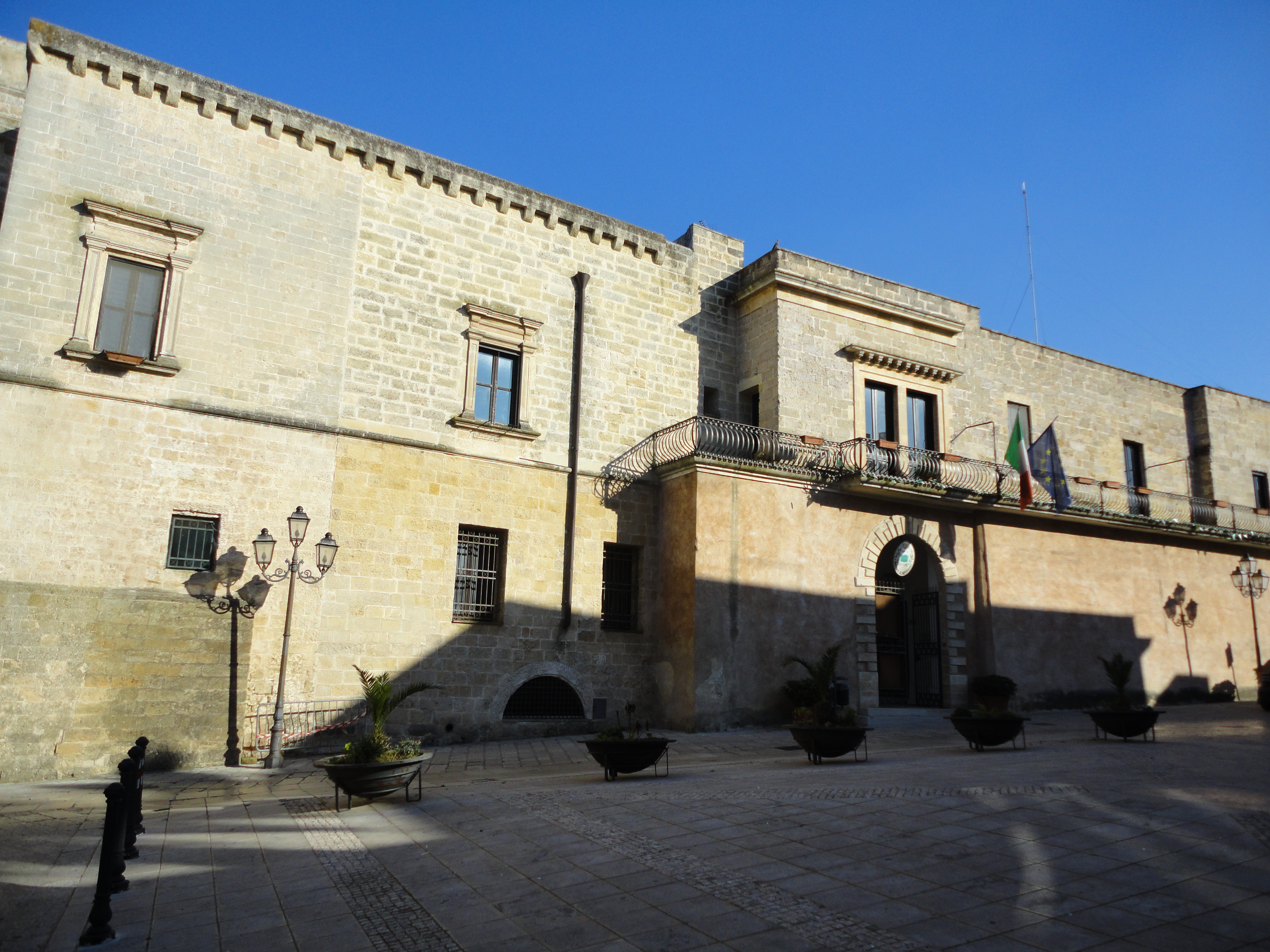
Kasteel van Supersano

## Demografie
Supersano telt ongeveer 1580 huishoudens. Het aantal inwoners daalde in de periode 1991-2001 met 1,1% volgens cijfers uit de tienjaarlijkse volkstellingen van ISTAT.
| Jaar | Inwoneraantal |
| ---- | ------------- |
| 1991 | 4651          |
| 2001 | 4602          |

## Geografie
Supersano grenst aan de volgende gemeenten: Botrugno, Casarano, Collepasso, Cutrofiano, Montesano Salentino, Nociglia, Ruffano, San Cassiano, Scorrano.